# ナトロナ郡 (ワイオミング州)
座標: 北緯42度58分 西経106度48分 / 北緯42.97度 西経106.80度
ナトロナ郡（英: Natrona County）は、アメリカ合衆国ワイオミング州にある郡。人口は7万9955人（2020年）。郡庁所在地はキャスパーである。
ナトロナ郡は全域がキャスパーメトロポリタン統計地域となっており、郡南部のアルコヴァにはワイオミング州の人口重心がある。

## 歴史
ナトロナ郡は1800年代後半にキャスパーに最初の移民が移り、その後1888年に組織された。

## 地理
アメリカ合衆国統計局によると、この郡は総面積13,923 km2 (5,376 mi2) である。このうち13,830 km2 (5,340 mi2) が陸地で、93 km2 (36 mi2) が水面である。総面積の0.67%が水面となっている。

### 隣接する郡
- ジョンソン郡（北）
- コンヴァース郡（東）
- カーボン郡（南）
- フレモント郡（西）
- ワシャキー郡（北西）

## 行政
ナトロナ郡の政治はキャスパー市議会とナトロナ郡委員会が行っている。
現在の郡委員
- ジョン・キャンベル（委員長） - 共和党
- ロブ・ヘンドリー（副委員長） - 共和党
- マット・キーティング - 共和党
- バーブ・パーヤム - 共和党
- テリー・ウィンガーター - 民主党

## 人口動静

2000人口ピラミッド

2000年国勢調査で、この郡は66,533人、26,819世帯、及び17,754家族が暮らしている。人口密度は5/km2 (12/mi2) で、2/km2 (6/mi2) の平均的な密度に29,882軒の住居が建っている。この郡の人種的構成は白人94.15%、アフリカン・アメリカン0.76%、先住民1.03%、アジア系0.42%、太平洋諸島系0.04%、その他の人種1.92%、及び混血1.68%で、人口の4.90%がヒスパニックまたはラテン系である。人口のうち24.6%がドイツ系、11.6%がイングランド系、11.3%がアメリカ系、11.2%がアイルランド系移民の子孫である。
26,819世帯のうち、32.20%は18歳未満の子供と暮らしており、51.40%は夫婦で生活している。10.60%は未婚の女性が世帯主であり、33.80%は家族以外の住人と同居している。27.50%は独身の居住者が住んでおり、9.40%は65歳以上で独居である。1世帯あたりの平均人数は2.42人であり、家庭の場合は2.95人である。
郡内の住民は26.00%が18歳未満の未成年、18歳以上24歳以下が10.10%、25歳以上44歳以下が27.90%、45歳以上64歳以下が23.30%、及び65歳以上が12.70%にわたり、中央値年齢は36歳である。女性100人ごとに対して男性は97.70人いて、18歳以上の女性100人ごとに対して男性は95.00人いる。
この郡の世帯ごとの平均的な収入は36,619米ドルであり、家族ごとでは45,575米ドルである。男性の33,524米ドルに対して女性は21,374米ドルの平均的な収入がある。この郡の一人当たりの収入 (per capita income) は18,913米ドルである。人口の11.80%及び家族の8.70%は貧困線以下である。18歳未満の16.20%及び65歳以上の7.20%は貧困線以下の生活を送っている。

## コミュニティー
都市
- キャスパー（郡庁所在地）

町
- バー・ナン（en:Bar Nunn, Wyoming）
- エドガートン（en:Edgerton, Wyoming）
- エヴァンズヴィル（en:Evansville, Wyoming）
- ミッドウエスト（en:Midwest, Wyoming）
- ミルズ（en:Mills, Wyoming）

国勢調査指定地域
- アルコヴァ（en:Alcova, Wyoming）
- アンテロープ・ヒルズ（en:Antelope Hills, Wyoming）
- ベッセマー・ベンド（en:Bessemer Bend, Wyoming）
- ブルックハースト（en:Brookhurst, Wyoming）
- キャスパー・マウンテン（en:Casper Mountain, Wyoming）
- ハートランドト（en:Hartrandt, Wyoming）
- ホーマ・ヒルズ（en:Homa Hills, Wyoming）
- メドウ・エーカーズ（en:Meadow Acres, Wyoming）
- マウンテン・ビュー（en:Mountain View, Natrona County, Wyoming）
- パウダー・リバー（en:Powder River, Wyoming）
- レッド・ビュート（en:Red Butte, Wyoming）
- ヴィスタ・ウエスト（en:Vista West, Wyoming）

その他
- アーミント（en:Arminto, Wyoming）
- ヒランド（en:Hiland, Wyoming）
- ナトロナ（en:Natrona, Wyoming）